# 那加剑
那加剑是印度阿萨姆邦和那加兰邦的那加人所使用的剑，用于建造房屋、清理森林、挖土、制作妇女的编织工具，有时也会作为武器来防身。那加剑最早是由居住在阿萨姆邦边境的文蚌民族发明使用的，后来当地人发明出了那加剑的伸长版本达剑，形式与那加剑基本相同。

## 简介
那加剑常出现于印度阿萨姆邦和那加兰邦的那加人所居住的地方。那加剑又厚又重，长度一般薇45（18英寸）至65（26英寸）。那加剑独特的设计，便是这种剑的尖端不是一个点，而是一个斜面，使之形成一个方形形状的外观。后来，那加剑的改进版本达剑也采用了这种形式。那加剑最早是由居住在阿萨姆邦边境的文蚌民族发明使用的，达剑也是从这里起源的。
那加剑的刀刃几乎是笔直的，只有在仔细观察后才能辨别出的极其微小的曲线。刀刃十分沉重，并且有一个独特的形式。它是由狭窄的刀柄处和逐渐扩大至末端所形成的。由木材制成的剑柄看起来像是一个很简单的图形。对于那加剑，竹子的根部被认为是最佳的刀柄材料。把手有时用笆来覆盖包装。剑柄上有时会饰有一顶青铜帽。除此之外，剑柄也可以是象牙做的，有时候也可以雕刻得很好。在闲置的时候，那加剑通常放在一个敞口的木制刀鞘上，固定在藤带箍上。

## 功能
对于那加人而言，那加剑几乎是唯一一个常用的工具，因为它拥有许多功能。例如建造房屋、清理森林、挖土、制作妇女的编织工具，以及制造任何种类的木质物品，时常也可被用作武器。